# Scott Walker (músico)
Scott Walker, nacido como Noel Scott Engel (Hamiltion, Ohio, 9 de enero de 1943-Londres, Inglaterra, 24 de marzo de 2019), fue un cantante, músico, productor británico - estadounidense y vocalista del grupo The Walker Brothers. 
A pesar de ser originario de Hamilton, Ohio, la fama de Walker se extendió por todo el Reino Unido, donde sus primeros cuatro álbumes alcanzaron una excelente posición en el Top Ten. Walker vivió desde 1965 en Inglaterra, continuó trabajando su material en solitario, firmando únicamente con la compañía discográfica 4AD. En 1970, obtuvo la ciudadanía británica.
Originalmente dirigida por Eddie Fisher en los años 1950, Scott apareció varias veces en su serie de TV bajo su nombre Fisher, y de adolescente participó en el programa de entretenimiento Fabian, de Frankie Avalon. También trabajó como músico de sesión tocando el bajo eléctrico durante su adolescencia en Los Ángeles.
Está reconocido como un referente en la música de vanguardia de finales del siglo XX y principios del XXI, gracias a los trabajos experimentales que realizó a partir de 1995 con el álbum Tilt hasta su última producción Soused en colaboración con la banda Sunn O))).

## Biografía

### The Walker Brothers
1965-1967
Aunque estadounidenses de nacimiento, The Walker Brothers desarrollaron su corta pero exitosa trayectoria musical en el Swinging londinense (siendo casi unos desconocidos en EE. UU.). Su principal cantante, el misterioso, respetado, depresivo y esquivo Scott Walker estaba dotado de una magnífica capacidad vocal, caracterizando sus grandiosas interpretaciones por un cierto sentido melodramático.
El terceto estaba integrado por Scott “Walker” Engel, el guitarrista y vocalista John “Walker” Maus (nacido el 12 de noviembre de 1943 en Nueva York) y el batería, exmiembro de los Standells, Gary “Walker” Leeds (nacido el 3 de septiembre de 1944 en Glendale). A pesar de su gran parecido físico, los Walker Brothers solamente eran hermanos de nombre artístico.
Engel había sido actor en su niñez, un hecho que le proporcionó suficientes tablas para debutar como cantante encima de los escenarios. 
En 1965, con John como guitarra y vocalista líder y Scott (exmiembro de The Routers) al bajo iniciaron su andadura en la ciudad de Los Ángeles haciéndose llamar The Dalton Brothers, nombre que cambiaron al de Walker Brothers cuando Gary Leeds se unió a la batería. Gary había estado girando por Inglaterra con P.J. Proby y, tras comprobar con entusiasmo la efervescencia musical británica de la época, les propuso abandonar su país natal y partir hacia el Reino Unido.
Cuando llegaron a Europa, los Walker Brothers fueron representados por Maurice King, que lo primero que hizo fue aprovechar el excepcional registro barítono de Scott, quien pasó a ocupar el puesto de cantante principal, esencial para el futuro triunfo del trío estadounidense. Sus primeros sencillos, “Pretty girls everywhere” y “Love her”, producidos por Jack Nitzsche, no cosecharon excesiva repercusión comercial. 
La llegada a la producción de Johnny Franz y las sensacionales orquestaciones de Ivor Raymonde y Reg Guest cambiaron totalmente el sino de la banda. Aprovechando la magnética, profunda y entristecida voz de Scott y siempre con Phil Spector como máxima referencia sonora, Franz, Raymonde y Guest dotaban a las narraciones y ejecuciones del terceto un enfático halo melodramático que caló con éxito en la audiencia británica. 
“Make it easy on yourself”, una composición de la pareja Bacharach/David, sacaría a la banda del anonimato alcanzando el número uno en Gran Bretaña, estableciendo también un tipo de balada orquestal, arrebatadoramente emocional, engrandecida por la voz crooner de Scott Walker. John Walker, también con una estimable capacidad vocal, ejecutaba armonías e interpretaba como cantante principal algunos temas de la banda incluidos en los discos.
Posteriormente, entre 1965 y 1966, llegarían hits como “The sun ain’t gonna shine anymore” (número uno), “My ship is coming in” (número tres), “(Baby) You don’t have to tell me” (número trece) o “Another tear falls” (número doce), verdaderas tragedias pop, espectacularmente arregladas y producidas, que eran llevadas al escenario con el trío acompañado por Johnny B. Great & The Quotations.
Los LP Take it easy with The Walker Brothers (1965), Portrait (1966) y Images (1967) rezuman una categoría, sensibilidad, pesarosas atmósferas, con versiones de Bob Dylan, Martha Reeves & The Vandellas o Impressions y piezas propias escritas por Scott Walker, como “You’re all around me” (cara b de “My ship is coming in”).
A la par que sus éxitos estrictamente musicales, su buena imagen convirtió a los Walker Brothers en uno de los conjuntos más populares entre la juventud británica de la época, al mismo nivel de fama de The Beatles o Rolling Stones. Este hecho no era compatible con la extraña personalidad de Scott, reflexivo, muy tímido, nervioso y huidizo, quien pasaba largas temporadas encerrado en su hogar con las persianas completamente bajas y gafas de sol, sin querer hablar con nadie, leyendo al filósofo existencialista Jean-Paul Sartre, contemplando películas de Ingmar Bergman o Pasolini y buscando la soledad.
A partir de mediados de los 60, el mundo del pop comenzó a ser imbuido de nuevas corrientes más experimentales y psicodélicas, algo que no iba con la música de los Walker Brothers, lo que provocó su ruptura en 1967. 
La personalidad introspectiva de Scott Walker marcaría profundamente su venidera existencia y obra en solitario, iniciada con Scott (1967), en donde revelaría un maduro talento como compositor, alejado de su previa imagen de ídolo adolescente, y su querencia por los trabajos del cantautor belga Jacques Brel, convirtiéndolo en una figura de culto y uno de los ídolos de muchos músicos, como David Bowie, quien siempre sintió fervor por la figura líder de los Walker Brothers y siguió su carrera como solista con gran admiración. El propio Walker y Brian Eno estuvieron a punto de colaborar con Bowie en el LP Heroes, pero finalmente esta asociación, tan deseada por el camaleón del rock, no se produjo. En los años 90, incluiría el tema de Scott “Nite Flights” en su LP Black Tie, White Noise.
Gary prosiguió en el mundo de la música como Gary Walker & The Rain, y John grabó varios sencillos en solitario y se casó con la vocalista Kathy Young, alejándose durante un período de la industria de la música. En el año 2000, apareció su primer álbum en solitario, You (2000), producido y arreglado por el propio John Walker.
En la década de 1970, el trío volvería a juntarse grabando varios elepés de interés y nulo éxito comercial, alcanzando en 1975 la máxima repercusión de este reagrupamiento con el sencillo “No regrets”.

### La ascendencia
1967-1975
'Mathilde', una historia de amor sadomasoquista, fue la primera de sus apropiaciones del cancionero de Jacques Brel. En apenas tres años, entre 1967 y 1969, Scott Walker grabó cuatro álbumes majestuosos, simplemente titulados con un número, del uno al cuatro. En ellos combina composiciones propias con temas de Brel y estándares 'middle of the road' de Bacharach y Mancini.
Disco a disco fue emergiendo un compositor y letrista sobresaliente, dotado para plasmar emociones intensas en unas pocas palabras. «Huele a milagros y suspira cristales de colores», canta en 'Rosemary', de 'Scott 3', la breve historia de un beso entre una muchacha y un viajante. Con su tercer trabajo, se alojó definitivamente en la melancolía y la depresión. Cantó a la oscuridad que subyace en el romanticismo. Valses mortuorios que ahondan en la zona oscura de la psique humana. 'Scott 4' (1969), considerada por muchos su obra maestra, sufrió un batacazo comercial. 
En la contraportada encontramos esta cita de Albert Camus: «El trabajo de un hombre no es sino un lento camino hacia el redescubrimiento de los rodeos del arte. Esas dos o tres magníficas y sencillas imágenes en cuya presencia abrió su corazón por primera vez». Durante la primera mitad de los 70 siguió grabando discos, sin la inspiración de antaño, por exigencias del contrato. Nunca dejó que se reeditaran. El cantante Scott Walker seguía existiendo, pero el artista había optado por el exilio. 

### Reunión y discos hasta 2018 (The Drift,Bish Bosch,Soused)
1975-2018
La necesidad de un nuevo éxito hizo que los Walker Brothers se volvieran a reunir y, gracias a una versión de No Regrets (de Tom Rush), volvieron a entrar en las listas. En 1978 editaron Nite Flights, que incluía temas como el que daba título al disco (y que versionó David Bowie en 1993). Scott reaparecería con Climate Of Hunter (1984), con canciones como “Track 5” o Sleepwalkers Woman –está claro que Antony tuvo gran influencia de Scott Walker–. En 1995 apareció Tilt, saludado por algunos como “el primer disco del siglo XXI”.
El 8 de mayo de 2006, Scott Walker lanzó el álbum The Drift, su primer álbum nuevo en once años. La crítica especializada alabó también este disco; obtuvo una puntuación de 85 sobre 100 en Metacritic, a partir de los datos de treinta reseñas, lo que supone un grado de “aclamación universal” según los criterios de esta web.
Tanto en la composición como en la atmósfera, The Drift fue una continuación del enfoque surrealista, amenazador y parcialmente abstracto que se muestra en Climate of Hunter y en Tilt. Había fuertes contrastes entre las secciones ruidosas y silenciosas; la instrumentación era similar a la de Tilt en el uso de instrumentos de rock, pero el álbum también interpolaba efectos de sonido inquietantes como el rebuzno angustiado de un burro hecho con una guitarra, una imitación demoníaca de Donald Duck, un percusionista realizando su trabajo con un trozo de carne en lugar de un instrumento. Los temas líricos incluían torturas, enfermedades, la muerte compartida de Mussolini y su amante Clara Petacci, y una confusión de los ataques del 11-S con una pesadilla compartida por Elvis Presley y su hermano gemelo Jesse. En las entrevistas, Walker se mostró más a gusto con la atención de los medios, y afirmó su deseo de producir álbumes con más frecuencia.
En junio de 2006, la revista Mojo y la radio honraron a Scott Walker con el MOJO Icon Award: «Votado por los lectores Mojo y los usuarios de Mojo4music, el destinatario de este premio ha disfrutado de una carrera espectacular a escala global». Fue presentado por Phil Alexander. Una película documental, Scott Walker: 30 Century Man, fue completada en 2006 por el director de cine de Nueva York Stephen Kijak. Las entrevistas fueron grabadas con David Bowie (productor ejecutivo de la película), Radiohead, Sting, Gavin Friday y muchos músicos asociados con Walker a lo largo de los años. El estreno mundial de Scott Walker: 30 Century Man tuvo lugar como parte del 50 Festival de Cine de Londres. 
Cuando The Independent publicó su lista de "Diez películas imperdibles" en el 50 Festival de Cine de Londres, Scott Walker: 30 Century Man, estaba entre ellas. Un documental sobre Walker que contiene una cantidad sustancial de imágenes de la película fue mostrado en BBC1 en mayo de 2007 como parte de la cadena de Imagine.
El 24 de septiembre de 2007, Walker lanzó "And Who Shall Go to the Ball? And What Shall Go to the Ball?" como una edición limitada.
El trabajo instrumental de 24 minutos fue realizado por la Sinfonietta de Londres con el violonchelista Philip Sheppard, como música para una actuación de la compañía londinense CandoCo Dance Company. La grabación está actualmente disponible.
Cada canción fue presentada en una manera del teatro de la música, con las piezas vocales tomadas por un número de cantantes, incluyendo Jarvis Cocker, Damon Albarn y Dot Allison.
Walker colaboró con Bat for Lashes en la canción "The Big Sleep" para su álbum de 2009 Two Suns. 
El último álbum en solitario de Walker, Bish Bosch, fue lanzado el 3 de diciembre de 2012 y fue recibido con gran reconocimiento de la crítica. Bish Bosch sería el último de la trilogía experimental empezada con Tilt y seguiría en su exploración sonora como con los dos álbumes anteriores.
A principios de 2014, Walker colaboró con el dúo experimental de drone metal Sunn O))) en un nuevo álbum, llamado Soused, que fue lanzado el 21 de octubre de 2014.
En 2015, Walker compuso la banda sonora para la película La infancia de un líder, y en 2018 la del filme Vox Lux, protagonizado por Natalie Portman.

## Popularidad
Scott Walker aparece como "Sons Of" donde hace un papel destacado en la película de Baillie Walsh Flashbacks de un tonto, protagonizada por Daniel Craig. La canción, una versión en inglés de "Fils de..." de Jacques Brel, fue lanzada el 3 de Scott. Un segmento de la canción de Walker "Hombre del Siglo 30" aparece en la película animada de 2007 Futurama: Big Score. Hombre del Siglo 30 también aparece en The Life Aquatic with Steve Zissou dirigida por Wes Anderson.

## Discografía

### Álbumes de estudio
- 1967 - Scott
- 1968 - Scott 2
- 1969 - Scott 3
- 1969 - Scott: Scott Walker Sings Songs from his TV Series
- 1969 - Scott 4
- 1970 - 'Til the Band Comes In
- 1972 - The Moviegoer
- 1973 - Any Day Now
- 1973 - Stretch
- 1974 - We Had It All
- 1984 - Climate of Hunter
- 1995 - Tilt
- 2006 - The Drift
- 2012 - Bish Bosch
- 2014 - Soused con Sunn O)))

## Premios y nominaciones
Premios
- MOJO Icon Award

Nominaciones
- BAFTA

## Documental
- Scott Walker: 30 Century Man